# Acrometopum costatipenne
Acrometopum costatipenne är en insektsart som beskrevs av Stsl 1855. Acrometopum costatipenne ingår i släktet Acrometopum och familjen Gengidae. Inga underarter finns listade i Catalogue of Life.